# Shuangmiaoji
Shuangmiaoji (kinesiska: 双庙集) är en köping i östra Kina. Den ligger i Shou härad i staden Huainan i provinsen Anhui,  omkring 52 kilometer nordväst om provinshuvudstaden Hefei. Antalet invånare är 22552. Befolkningen består av 11 049 kvinnor och 11 503 män. Barn under 15 år utgör 17,0 %, vuxna 15-64 år 71 %, och äldre över 65 år 11,0 %.